# 下閉伊郡

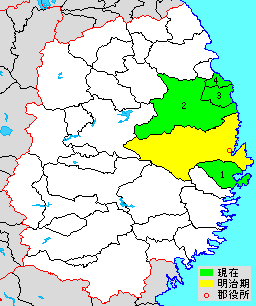
岩手県下閉伊郡の範囲（1.山田町 2.岩泉町 3.田野畑村 4.普代村）

下閉伊郡（しもへいぐん）は、岩手県の郡。
人口25,542人、面積1,481.02km²、人口密度17.2人/km²。（2025年2月1日、推計人口）
以下の2町2村を含む。
- 山田町（やまだまち）
- 岩泉町（いわいずみちょう）
- 田野畑村（たのはたむら）
- 普代村（ふだいむら）

## 郡域
明治30年（1897年）に行政区画として発足した当時の郡域は、上記2町2村に宮古市の全域を加えた区域にあたる。

## 歴史
江戸時代には鉄産地で、盛岡藩のもとで採掘と製鉄が盛んだった。生産された鉄は、山道をたどる牛によって北上盆地に運ばれた。明治に入っても、馬が多い東日本としては珍しく、牛の飼育数が多い地方であった。

### 年表

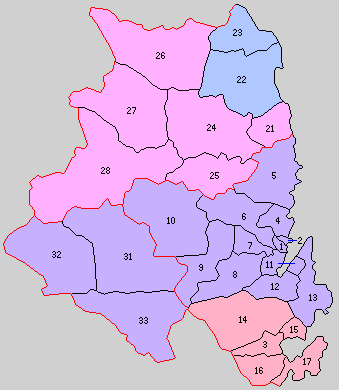
1.宮古町 2.鍬ヶ崎町 3.山田町 4.崎山村 5.田老村 6.山口村 7.千徳村 8.花輪村 9.茂市村 10.刈屋村 11.磯鶏村 12.津軽石村 13.重茂村 14.豊間根村 15.大沢村 16.織笠村 17.船越村 21.小本村 22.田野畑村 23.普代村 24.岩泉村 25.有芸村 26.安家村 27.小川村 28.大川村 31.川井村 32.門馬村 33.小国村（紫：宮古市 赤：山田町 桃：岩泉町 青：合併なし）

- 明治30年（1897年）4月1日 - 郡制の施行により、北閉伊郡・中閉伊郡・東閉伊郡の区域をもって下閉伊郡が発足。郡役所が宮古町に設置。以下の町村が所属。（3町25村）
  - 旧・北閉伊郡（8村） - 小本村（現・岩泉町）、田野畑村、普代村（現存）、岩泉村、有芸村、安家村、小川村、大川村（現・岩泉町）
  - 旧・中閉伊郡（3村） - 川井村、門馬村、小国村（現・宮古市）
  - 旧・東閉伊郡（3町14村） - 宮古町、鍬ヶ崎町（現・宮古市）、山田町（現存）、崎山村、田老村、山口村、千徳村、花輪村、茂市村、刈屋村、磯鶏村、津軽石村、重茂村（現・宮古市）、豊間根村、大沢村、織笠村、船越村（現・山田町）
- 大正11年（1922年）8月1日 - 岩泉村が町制施行して岩泉町となる。（4町24村）
- 大正12年（1923年）4月1日 - 郡会が廃止。郡役所は存続。
- 大正13年（1924年）4月1日 - 宮古町・鍬ヶ崎町が合併し、改めて宮古町が発足。（3町24村）
- 大正15年（1926年）7月1日 - 郡役所が廃止され、内務省告示第82号により下閉伊支庁が設置される。
- 昭和16年（1941年）2月11日 - 宮古町・磯鶏村・千徳村・山口村が合併して宮古市が発足し、郡より離脱。（2町21村）
- 昭和17年（1942年）
  - 7月1日 - 「下閉伊支庁」が宮古市に設置され、本郡を管轄。
  - 12月1日 - 「下閉伊支庁」が「下閉伊地方事務所」に改編。
- 昭和19年（1944年）3月10日 - 田老村が町制施行して田老町となる。（3町20村）
- 昭和30年（1955年）
  - 2月1日 - 茂市村・刈屋村が合併して新里村が発足。（3町19村）
  - 3月1日 - 山田町・大沢村・織笠村・豊間根村・船越村が合併し、改めて山田町が発足。（3町15村）
  - 4月1日 - 崎山村・重茂村・津軽石村・花輪村が宮古市に編入。（3町11村）
  - 7月1日 - 川井村・小国村・門馬村が合併し、改めて川井村が発足。（3町9村）
- 昭和31年（1956年）9月30日 - 岩泉町・安家村・有芸村・大川村・小本村が合併し、改めて岩泉町が発足。（3町5村）
- 昭和32年（1957年）4月1日 - 小川村が岩泉町に編入。（3町4村）
- 平成17年（2005年）6月6日 - 田老町・新里村が宮古市と合併し、改めて宮古市が発足。郡より離脱。（2町3村）
- 平成22年（2010年）1月1日 - 川井村が宮古市に編入。（2町2村）

### 変遷表
| 明治以前   | 明治初年 - 明治11年 | 所 属 郡    | 明治11年 郡区町村 編制法施行 閉伊郡分割 | 明治22年 4月1日 町村制施行 | 明治29年 4月1日 上閉伊郡 発足 | 明治29年 - 大正15年        | 昭和元年 - 昭和20年        | 昭和21年 - 昭和64年         | 平成元年 - 現在             | 現在     |
| ---------- | ------------------- | ----------- | --------------------------------------- | -------------------------- | ----------------------------- | -------------------------- | -------------------------- | --------------------------- | --------------------------- | -------- |
| 普代村     | 明治9年 普代村      | 北 閉 伊 郡 | 普代村                                  | 普代村                     | 普代村                        | 普代村                     | 普代村                     | 普代村                      | 普代村                      | 普代村   |
| 黒崎村     | 明治9年 普代村      | 北 閉 伊 郡 | 普代村                                  | 普代村                     | 普代村                        | 普代村                     | 普代村                     | 普代村                      | 普代村                      | 普代村   |
| 堀内村     | 明治9年 普代村      | 北 閉 伊 郡 | 普代村                                  | 普代村                     | 普代村                        | 普代村                     | 普代村                     | 普代村                      | 普代村                      | 普代村   |
| 田野畑村   | 田野畑村            | 北 閉 伊 郡 | 田野畑村                                | 田野畑村                   | 田野畑村                      | 田野畑村                   | 田野畑村                   | 田野畑村                    | 田野畑村                    | 田野畑村 |
| 浜岩泉村   | 浜岩泉村            | 北 閉 伊 郡 | 浜岩泉村                                | 田野畑村                   | 田野畑村                      | 田野畑村                   | 田野畑村                   | 田野畑村                    | 田野畑村                    | 田野畑村 |
| 沼袋村     | 沼袋村              | 北 閉 伊 郡 | 沼袋村                                  | 田野畑村                   | 田野畑村                      | 田野畑村                   | 田野畑村                   | 田野畑村                    | 田野畑村                    | 田野畑村 |
| 岩泉村     | 岩泉村              | 北 閉 伊 郡 | 岩泉村                                  | 岩泉村                     | 岩泉村                        | 大正11年8月1日 町制 岩泉町 | 岩泉町                     | 昭和31年9月30日 岩泉町      | 岩泉町                      | 岩泉町   |
| 尼額村     | 尼額村              | 北 閉 伊 郡 | 尼額村                                  | 岩泉村                     | 岩泉村                        | 大正11年8月1日 町制 岩泉町 | 岩泉町                     | 昭和31年9月30日 岩泉町      | 岩泉町                      | 岩泉町   |
| 乙茂村     | 乙茂村              | 北 閉 伊 郡 | 乙茂村                                  | 岩泉村                     | 岩泉村                        | 大正11年8月1日 町制 岩泉町 | 岩泉町                     | 昭和31年9月30日 岩泉町      | 岩泉町                      | 岩泉町   |
| 猿沢村     | 猿沢村              | 北 閉 伊 郡 | 猿沢村                                  | 岩泉村                     | 岩泉村                        | 大正11年8月1日 町制 岩泉町 | 岩泉町                     | 昭和31年9月30日 岩泉町      | 岩泉町                      | 岩泉町   |
| 二升石村   | 二升石村            | 北 閉 伊 郡 | 二升石村                                | 岩泉村                     | 岩泉村                        | 大正11年8月1日 町制 岩泉町 | 岩泉町                     | 昭和31年9月30日 岩泉町      | 岩泉町                      | 岩泉町   |
| 安家村     | 安家村              | 北 閉 伊 郡 | 安家村                                  | 安家村                     | 安家村                        | 安家村                     | 安家村                     | 昭和31年9月30日 岩泉町      | 岩泉町                      | 岩泉町   |
| 上有芸村   | 上有芸村            | 北 閉 伊 郡 | 上有芸村                                | 有芸村                     | 有芸村                        | 有芸村                     | 有芸村                     | 昭和31年9月30日 岩泉町      | 岩泉町                      | 岩泉町   |
| 下有芸村   | 下有芸村            | 北 閉 伊 郡 | 下有芸村                                | 有芸村                     | 有芸村                        | 有芸村                     | 有芸村                     | 昭和31年9月30日 岩泉町      | 岩泉町                      | 岩泉町   |
| 鼠入村     | 鼠入村              | 北 閉 伊 郡 | 鼠入村                                  | 有芸村                     | 有芸村                        | 有芸村                     | 有芸村                     | 昭和31年9月30日 岩泉町      | 岩泉町                      | 岩泉町   |
| 大川村     | 大川村              | 北 閉 伊 郡 | 大川村                                  | 大川村                     | 大川村                        | 大川村                     | 大川村                     | 昭和31年9月30日 岩泉町      | 岩泉町                      | 岩泉町   |
| 浅内村     | 浅内村              | 北 閉 伊 郡 | 浅内村                                  | 大川村                     | 大川村                        | 大川村                     | 大川村                     | 昭和31年9月30日 岩泉町      | 岩泉町                      | 岩泉町   |
| 釜津田村   | 釜津田村            | 北 閉 伊 郡 | 釜津田村                                | 大川村                     | 大川村                        | 大川村                     | 大川村                     | 昭和31年9月30日 岩泉町      | 岩泉町                      | 岩泉町   |
| 小本村     | 小本村              | 北 閉 伊 郡 | 小本村                                  | 小本村                     | 小本村                        | 小本村                     | 小本村                     | 昭和31年9月30日 岩泉町      | 岩泉町                      | 岩泉町   |
| 中里村     | 中里村              | 北 閉 伊 郡 | 中里村                                  | 小本村                     | 小本村                        | 小本村                     | 小本村                     | 昭和31年9月30日 岩泉町      | 岩泉町                      | 岩泉町   |
| 中島村     | 中島村              | 北 閉 伊 郡 | 中島村                                  | 小本村                     | 小本村                        | 小本村                     | 小本村                     | 昭和31年9月30日 岩泉町      | 岩泉町                      | 岩泉町   |
| 袰野村     | 袰野村              | 北 閉 伊 郡 | 袰野村                                  | 小本村                     | 小本村                        | 小本村                     | 小本村                     | 昭和31年9月30日 岩泉町      | 岩泉町                      | 岩泉町   |
| 穴沢村     | 穴沢村              | 北 閉 伊 郡 | 穴沢村                                  | 小川村                     | 小川村                        | 小川村                     | 小川村                     | 昭和32年4月1日 岩泉町に編入 | 岩泉町                      | 岩泉町   |
| 門村       | 門村                | 北 閉 伊 郡 | 門村                                    | 小川村                     | 小川村                        | 小川村                     | 小川村                     | 昭和32年4月1日 岩泉町に編入 | 岩泉町                      | 岩泉町   |
| 袰綿村     | 袰綿村              | 北 閉 伊 郡 | 袰綿村                                  | 小川村                     | 小川村                        | 小川村                     | 小川村                     | 昭和32年4月1日 岩泉町に編入 | 岩泉町                      | 岩泉町   |
| 川井村     | 川井村              | 中 閉 伊 郡 | 川井村                                  | 川井村                     | 川井村                        | 川井村                     | 川井村                     | 昭和30年7月1日 川井村       | 平成22年1月1日 宮古市に編入 | 宮古市   |
| 片巣村     | 片巣村              | 中 閉 伊 郡 | 片巣村                                  | 川井村                     | 川井村                        | 川井村                     | 川井村                     | 昭和30年7月1日 川井村       | 平成22年1月1日 宮古市に編入 | 宮古市   |
| 川内村     | 川内村              | 中 閉 伊 郡 | 川内村                                  | 川井村                     | 川井村                        | 川井村                     | 川井村                     | 昭和30年7月1日 川井村       | 平成22年1月1日 宮古市に編入 | 宮古市   |
| 鈴久名村   | 鈴久名村            | 中 閉 伊 郡 | 鈴久名村                                | 川井村                     | 川井村                        | 川井村                     | 川井村                     | 昭和30年7月1日 川井村       | 平成22年1月1日 宮古市に編入 | 宮古市   |
| 夏屋村     | 夏屋村              | 中 閉 伊 郡 | 夏屋村                                  | 川井村                     | 川井村                        | 川井村                     | 川井村                     | 昭和30年7月1日 川井村       | 平成22年1月1日 宮古市に編入 | 宮古市   |
| 箱石村     | 箱石村              | 中 閉 伊 郡 | 箱石村                                  | 川井村                     | 川井村                        | 川井村                     | 川井村                     | 昭和30年7月1日 川井村       | 平成22年1月1日 宮古市に編入 | 宮古市   |
| 古田村     | 古田村              | 中 閉 伊 郡 | 古田村                                  | 川井村                     | 川井村                        | 川井村                     | 川井村                     | 昭和30年7月1日 川井村       | 平成22年1月1日 宮古市に編入 | 宮古市   |
| 小国村     | 小国村              | 中 閉 伊 郡 | 小国村                                  | 小国村                     | 小国村                        | 小国村                     | 小国村                     | 昭和30年7月1日 川井村       | 平成22年1月1日 宮古市に編入 | 宮古市   |
| 江繋村     | 明治9年 江繋村      | 中 閉 伊 郡 | 江繋村                                  | 小国村                     | 小国村                        | 小国村                     | 小国村                     | 昭和30年7月1日 川井村       | 平成22年1月1日 宮古市に編入 | 宮古市   |
| 泉沢村     | 明治9年 江繋村      | 中 閉 伊 郡 | 江繋村                                  | 小国村                     | 小国村                        | 小国村                     | 小国村                     | 昭和30年7月1日 川井村       | 平成22年1月1日 宮古市に編入 | 宮古市   |
| 門馬村     | 門馬村              | 中 閉 伊 郡 | 門馬村                                  | 門馬村                     | 門馬村                        | 門馬村                     | 門馬村                     | 昭和30年7月1日 川井村       | 平成22年1月1日 宮古市に編入 | 宮古市   |
| 田代村     | 田代村              | 中 閉 伊 郡 | 田代村                                  | 門馬村                     | 門馬村                        | 門馬村                     | 門馬村                     | 昭和30年7月1日 川井村       | 平成22年1月1日 宮古市に編入 | 宮古市   |
| 平津戸村   | 平津戸村            | 中 閉 伊 郡 | 平津戸村                                | 門馬村                     | 門馬村                        | 門馬村                     | 門馬村                     | 昭和30年7月1日 川井村       | 平成22年1月1日 宮古市に編入 | 宮古市   |
| 宮古村     | 宮古村              | 東 閉 伊 郡 | 宮古村                                  | 宮古町                     | 宮古町                        | 大正13年4月1日 宮古町      | 昭和16年2月11日 宮古市     | 宮古市                      | 平成17年6月6日 宮古市       | 宮古市   |
| 浦鍬ヶ崎村 | 浦鍬ヶ崎村          | 東 閉 伊 郡 | 浦鍬ヶ崎村                              | 鍬ヶ崎町                   | 鍬ヶ崎町                      | 大正13年4月1日 宮古町      | 昭和16年2月11日 宮古市     | 宮古市                      | 平成17年6月6日 宮古市       | 宮古市   |
| 千徳村     | 千徳村              | 東 閉 伊 郡 | 千徳村                                  | 磯鶏村                     | 磯鶏村                        | 磯鶏村                     | 昭和16年2月11日 宮古市     | 宮古市                      | 平成17年6月6日 宮古市       | 宮古市   |
| 花原市村   | 花原市村            | 東 閉 伊 郡 | 花原市村                                | 磯鶏村                     | 磯鶏村                        | 磯鶏村                     | 昭和16年2月11日 宮古市     | 宮古市                      | 平成17年6月6日 宮古市       | 宮古市   |
| 根市村     | 根市村              | 東 閉 伊 郡 | 根市村                                  | 磯鶏村                     | 磯鶏村                        | 磯鶏村                     | 昭和16年2月11日 宮古市     | 宮古市                      | 平成17年6月6日 宮古市       | 宮古市   |
| 磯鶏村     | 磯鶏村              | 東 閉 伊 郡 | 磯鶏村                                  | 千徳村                     | 千徳村                        | 千徳村                     | 昭和16年2月11日 宮古市     | 宮古市                      | 平成17年6月6日 宮古市       | 宮古市   |
| 小山田村   | 小山田村            | 東 閉 伊 郡 | 小山田村                                | 千徳村                     | 千徳村                        | 千徳村                     | 昭和16年2月11日 宮古市     | 宮古市                      | 平成17年6月6日 宮古市       | 宮古市   |
| 金浜村     | 金浜村              | 東 閉 伊 郡 | 金浜村                                  | 千徳村                     | 千徳村                        | 千徳村                     | 昭和16年2月11日 宮古市     | 宮古市                      | 平成17年6月6日 宮古市       | 宮古市   |
| 高浜村     | 高浜村              | 東 閉 伊 郡 | 高浜村                                  | 千徳村                     | 千徳村                        | 千徳村                     | 昭和16年2月11日 宮古市     | 宮古市                      | 平成17年6月6日 宮古市       | 宮古市   |
| 八木沢村   | 八木沢村            | 東 閉 伊 郡 | 八木沢村                                | 千徳村                     | 千徳村                        | 千徳村                     | 昭和16年2月11日 宮古市     | 宮古市                      | 平成17年6月6日 宮古市       | 宮古市   |
| 山口村     | 山口村              | 東 閉 伊 郡 | 山口村                                  | 山口村                     | 山口村                        | 山口村                     | 昭和16年2月11日 宮古市     | 宮古市                      | 平成17年6月6日 宮古市       | 宮古市   |
| 田代村     | 田代村              | 東 閉 伊 郡 | 田代村                                  | 山口村                     | 山口村                        | 山口村                     | 昭和16年2月11日 宮古市     | 宮古市                      | 平成17年6月6日 宮古市       | 宮古市   |
| 近内村     | 近内村              | 東 閉 伊 郡 | 近内村                                  | 山口村                     | 山口村                        | 山口村                     | 昭和16年2月11日 宮古市     | 宮古市                      | 平成17年6月6日 宮古市       | 宮古市   |
| 重茂村     | 重茂村              | 東 閉 伊 郡 | 重茂村                                  | 崎山村                     | 崎山村                        | 崎山村                     | 崎山村                     | 昭和30年4月1日 宮古市に編入 | 平成17年6月6日 宮古市       | 宮古市   |
| 音部村     | 音部村              | 東 閉 伊 郡 | 音部村                                  | 崎山村                     | 崎山村                        | 崎山村                     | 崎山村                     | 昭和30年4月1日 宮古市に編入 | 平成17年6月6日 宮古市       | 宮古市   |
| 崎山村     | 崎山村              | 東 閉 伊 郡 | 崎山村                                  | 重茂村                     | 重茂村                        | 重茂村                     | 重茂村                     | 昭和30年4月1日 宮古市に編入 | 平成17年6月6日 宮古市       | 宮古市   |
| 崎鍬ヶ崎村 | 崎鍬ヶ崎村          | 東 閉 伊 郡 | 崎鍬ヶ崎村                              | 重茂村                     | 重茂村                        | 重茂村                     | 重茂村                     | 昭和30年4月1日 宮古市に編入 | 平成17年6月6日 宮古市       | 宮古市   |
| 津軽石村   | 津軽石村            | 東 閉 伊 郡 | 津軽石村                                | 津軽石村                   | 津軽石村                      | 津軽石村                   | 津軽石村                   | 昭和30年4月1日 宮古市に編入 | 平成17年6月6日 宮古市       | 宮古市   |
| 赤前村     | 赤前村              | 東 閉 伊 郡 | 赤前村                                  | 津軽石村                   | 津軽石村                      | 津軽石村                   | 津軽石村                   | 昭和30年4月1日 宮古市に編入 | 平成17年6月6日 宮古市       | 宮古市   |
| 花輪村     | 花輪村              | 東 閉 伊 郡 | 花輪村                                  | 花輪村                     | 花輪村                        | 花輪村                     | 花輪村                     | 昭和30年4月1日 宮古市に編入 | 平成17年6月6日 宮古市       | 宮古市   |
| 田鎖村     | 田鎖村              | 東 閉 伊 郡 | 田鎖村                                  | 花輪村                     | 花輪村                        | 花輪村                     | 花輪村                     | 昭和30年4月1日 宮古市に編入 | 平成17年6月6日 宮古市       | 宮古市   |
| 長沢村     | 長沢村              | 東 閉 伊 郡 | 長沢村                                  | 花輪村                     | 花輪村                        | 花輪村                     | 花輪村                     | 昭和30年4月1日 宮古市に編入 | 平成17年6月6日 宮古市       | 宮古市   |
| 松山村     | 松山村              | 東 閉 伊 郡 | 松山村                                  | 花輪村                     | 花輪村                        | 花輪村                     | 花輪村                     | 昭和30年4月1日 宮古市に編入 | 平成17年6月6日 宮古市       | 宮古市   |
| 老木村     | 老木村              | 東 閉 伊 郡 | 老木村                                  | 花輪村                     | 花輪村                        | 花輪村                     | 花輪村                     | 昭和30年4月1日 宮古市に編入 | 平成17年6月6日 宮古市       | 宮古市   |
| 田老村     | 田老村              | 東 閉 伊 郡 | 田老村                                  | 田老村                     | 田老村                        | 田老村                     | 昭和19年4月1日 町制 田老町 | 田老町                      | 平成17年6月6日 宮古市       | 宮古市   |
| 乙部村     | 乙部村              | 東 閉 伊 郡 | 乙部村                                  | 田老村                     | 田老村                        | 田老村                     | 昭和19年4月1日 町制 田老町 | 田老町                      | 平成17年6月6日 宮古市       | 宮古市   |
| 末前村     | 末前村              | 東 閉 伊 郡 | 末前村                                  | 田老村                     | 田老村                        | 田老村                     | 昭和19年4月1日 町制 田老町 | 田老町                      | 平成17年6月6日 宮古市       | 宮古市   |
| 摂待村     | 摂待村              | 東 閉 伊 郡 | 摂待村                                  | 田老村                     | 田老村                        | 田老村                     | 昭和19年4月1日 町制 田老町 | 田老町                      | 平成17年6月6日 宮古市       | 宮古市   |
| 茂市村     | 茂市村              | 東 閉 伊 郡 | 茂市村                                  | 茂市村                     | 茂市村                        | 茂市村                     | 茂市村                     | 昭和30年2月1日 新里村       | 平成17年6月6日 宮古市       | 宮古市   |
| 腹帯村     | 腹帯村              | 東 閉 伊 郡 | 腹帯村                                  | 茂市村                     | 茂市村                        | 茂市村                     | 茂市村                     | 昭和30年2月1日 新里村       | 平成17年6月6日 宮古市       | 宮古市   |
| 蟇目村     | 蟇目村              | 東 閉 伊 郡 | 蟇目村                                  | 茂市村                     | 茂市村                        | 茂市村                     | 茂市村                     | 昭和30年2月1日 新里村       | 平成17年6月6日 宮古市       | 宮古市   |
| 刈屋村     | 刈屋村              | 東 閉 伊 郡 | 刈屋村                                  | 刈屋村                     | 刈屋村                        | 刈屋村                     | 刈屋村                     | 昭和30年2月1日 新里村       | 平成17年6月6日 宮古市       | 宮古市   |
| 和井内村   | 和井内村            | 東 閉 伊 郡 | 和井内村                                | 刈屋村                     | 刈屋村                        | 刈屋村                     | 刈屋村                     | 昭和30年2月1日 新里村       | 平成17年6月6日 宮古市       | 宮古市   |
| 上山田村   | 明治9年 山田村      | 東 閉 伊 郡 | 山田村                                  | 山田町                     | 山田町                        | 山田町                     | 山田町                     | 昭和30年3月1日 山田町       | 山田町                      | 山田町   |
| 下山田村   | 明治9年 山田村      | 東 閉 伊 郡 | 山田村                                  | 山田町                     | 山田町                        | 山田町                     | 山田町                     | 昭和30年3月1日 山田町       | 山田町                      | 山田町   |
| 飯岡村     | 飯岡村              | 東 閉 伊 郡 | 飯岡村                                  | 山田町                     | 山田町                        | 山田町                     | 山田町                     | 昭和30年3月1日 山田町       | 山田町                      | 山田町   |
| 大沢村     | 大沢村              | 東 閉 伊 郡 | 大沢村                                  | 大沢村                     | 大沢村                        | 大沢村                     | 大沢村                     | 昭和30年3月1日 山田町       | 山田町                      | 山田町   |
| 織笠村     | 明治9年 織笠村      | 東 閉 伊 郡 | 織笠村                                  | 織笠村                     | 織笠村                        | 織笠村                     | 織笠村                     | 昭和30年3月1日 山田町       | 山田町                      | 山田町   |
| 轟木村     | 明治9年 織笠村      | 東 閉 伊 郡 | 織笠村                                  | 織笠村                     | 織笠村                        | 織笠村                     | 織笠村                     | 昭和30年3月1日 山田町       | 山田町                      | 山田町   |
| 豊間根村   | 豊間根村            | 東 閉 伊 郡 | 豊間根村                                | 豊間根村                   | 豊間根村                      | 豊間根村                   | 豊間根村                   | 昭和30年3月1日 山田町       | 山田町                      | 山田町   |
| 荒川村     | 荒川村              | 東 閉 伊 郡 | 荒川村                                  | 豊間根村                   | 豊間根村                      | 豊間根村                   | 豊間根村                   | 昭和30年3月1日 山田町       | 山田町                      | 山田町   |
| 石峠村     | 石峠村              | 東 閉 伊 郡 | 石峠村                                  | 豊間根村                   | 豊間根村                      | 豊間根村                   | 豊間根村                   | 昭和30年3月1日 山田町       | 山田町                      | 山田町   |
| 船越村     | 船越村              | 東 閉 伊 郡 | 船越村                                  | 船越村                     | 船越村                        | 船越村                     | 船越村                     | 昭和30年3月1日 山田町       | 山田町                      | 山田町   |

## 参考資料
- 「角川日本地名大辞典」編纂委員会 編『角川日本地名大辞典』 3 岩手県、角川書店、1985年2月7日。ISBN 4040010302。

| 先代 北閉伊郡・中閉伊郡・東閉伊郡 | 郡の変遷 1897年 - | 次代 （現存） |